# 1999 DM8
1999 DM8, também escrito como 1999 DM8, é um objeto transnetuniano (TNO) que está localizado no cinturão de Kuiper, uma região do Sistema Solar. Este corpo celeste é classificado como um cubewano. Ele possui uma magnitude absoluta (H) de 9,7 e, tem um diâmetro estimado com cerca de 51 km.

## Descoberta
1999 DM8 foi descoberto no dia 16 de fevereiro de 1999 pelos astrônomos B. Gladman, J. J. Kavelaars, A. Morbidelli e M. J. Holman.

## Órbita
A órbita de 1999 DM8 tem uma excentricidade de 0.000 e possui um semieixo maior de 42.882 UA. O seu periélio leva o mesmo a uma distância de 42.882 UA em relação ao Sol e seu afélio a 42.882.